# Ganachakra

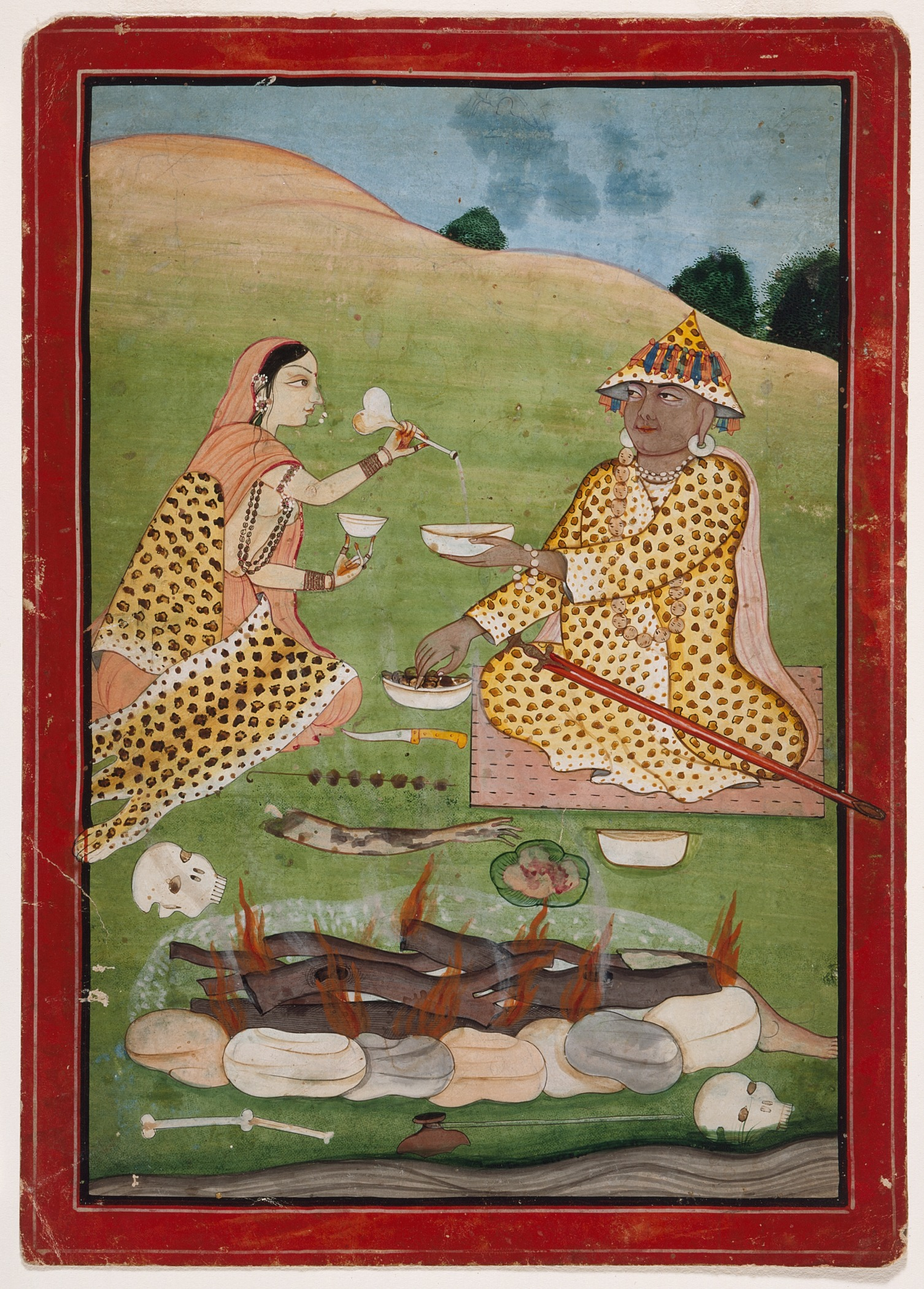
Fiesta tántrica en la India, alrededor de 1790.

Ganachakra (en sánscrito, गणचक्र, "círculo de reunión") o tsog (lo mismo en tibetano) es una ceremonia tántrica o esotérica, de tintes orgiásticos, originada en el hinduismo y el budismo vajrayana. Sus participantes se reúnen para cantar mantras, realizar mudras, hacer ofrendas votivas y compartir prácticas comúnmente prohibidas o desaconsejadas: comer carne, consumir alcohol, cohabitar con personas de castas diferentes y tener sexo tántrico, todo ello enmarcado dentro de una espiritualidad antinomiana particular. También recibe los nombres de ganapuja, cakrapuja or ganacakrapuja, y aún se realiza en ciertas ramas vajrayana, hindúes y del bön tibetano.

## Características
No hay un dictamen único sobre cómo deben celebrarse estos banquetes, pero la mayoría de las veces comparten unos elementos comunes básicos. Por ejemplo, generalmente se celebran de noche y en lugares ctónicos, como cementerios, cuevas y terrenos de cremación, en los cuales los participantes visten ornamentos y coronas de hueso. Durante la festividad en sí, se sientan en círculo, en un confín trazado en el suelo con pigmentos y montones de ofrendas, y tocan instrumentos para inducir estados elevados de consciencia mientras consumen carne y bebidas alcohólicas, servidas en kapala o copas hechas con cráneos.
Durante ello también se baila, se practican el sexo y los ritos sexuales, y se entonan caryagiti, canciones improvisadas para expresar el éxtasis y la iluminación. En ciertos contextos, sobre todo en escuelas monásticas que no permiten romper sus votos, la sexualidad sólo se realiza de forma simbólica o visualizada. El número de hombres y mujeres debe ser parejo, pero también hay evidencia de ganachakras celebrados por mujeres, como uno especialmente famoso que tuvo lugar en el cementerio del templo Sitavana de Bihar. Para un practicante masculino era un honor ser invitado a uno de estos círculos.

## En el tantrismo hindú
En el hinduismo fue donde se originó la práctica, considerándose que panchamakara podría funcionar como una metáfora de los cinco alimentos rituales o panchamrita y los cinco elementos o mahabhuta. Los ganachakras nacieron entre los siglos VIII y IV a. C. como parte de cultos iniciáticos.
En las tradiciones hindúes, un ganachakra consiste expresamente en consumir cinco elementos, conocidos como panchamakara: madya (vino), mamsa (carne), matsya (pescado), mudra (lakshmi) y maithuna (sexo ritual). Los participantes se sientan en círculo, cada hombre con su mujer a la izquierda, y en medio preside un señor del círculo o cakreshvara con su propia esposa. Durante el cakra no hay distinción de castas, aunque personas de ciertos oficios están excluidas.

## En el tantrismo budista
En el budismo tibetano, es tradición ofrecer un ganachakra en honor a maestros honorados como Padmasambhava el décimo día lunar y a maestras como Yeshe Tsogyal, Mandarava y Vajrayogini el vigésimo quinto día lunar. Se celebran en cementerios, cuevas o lugares desiertos, y en el suelo se extienden pieles de tigre para sentarse y yacer. A los participantes se les requiere, por su voto samaya, comer carne de bandejas centrales y tomar alcohol de cráneos sagrados, y suele haber elementos sexuales también (aunque éstos, con la expansión del budismo a occidente, suelen explicarse como actos simbólicos y no literales, una tendencia con su propia controversia). Las sobras de los alimentos se apartan como ofrendas a los llamados fantasmas hambrientos y otros espíritus.